# Machias (Maine)
Machias ist eine Town im Washington County des Bundesstaates Maine in den Vereinigten Staaten. Im Jahr 2020 lebten dort 2060 Einwohner in 1053 Haushalten auf einer Fläche von 38,33 km². Machias ist die Shire Town des Washington Countys.

## Geographie
Nach dem United States Census Bureau hat Machias eine Gesamtfläche von 38,33 km², von der 35,92 km² Land sind und 2,41 km² aus Gewässern bestehen.

### Geographische Lage
Machias liegt im Süden des Washington Countys im Mündungsbereich des Yoho Creeks im Süden und des Machias Rivers in den Atlantischen Ozean. Es gibt keine größeren Seen, nur einige Staubecken auf dem Gebiet der Town. Die Oberfläche ist leicht hügelig, ohne nennenswerte Erhebungen.

### Nachbargemeinden
Alle Entfernungen sind als Luftlinien zwischen den offiziellen Koordinaten der Orte aus der Volkszählung 2010 angegeben.
- Norden: Marshfield, 6,5 km
- Nordosten: East Machias, 9,0 km
- Südosten: Machiasport, 9,2 km
- Südwesten: Roque Bluffs, 8,7 km
- Westen: Whitneyville, 10,1 km

### Stadtgliederung
In Machias gibt es mehrere Siedlungsgebiete: Hoyttown, Kennebec, Machias und Sylvan Park.

### Klima
Die mittlere Durchschnittstemperatur in Machias liegt zwischen −7,8 °C (18 °F) im Januar und 20,0 °C (68 °F) im Juli. Damit ist der Ort gegenüber dem langjährigen Mittel der USA um etwa 9 Grad kühler. Die Schneefälle zwischen Oktober und Mai liegen mit bis zu zweieinhalb Metern mehr als doppelt so hoch wie die mittlere Schneehöhe in den USA; die tägliche Sonnenscheindauer liegt am unteren Rand des Wertespektrums der USA.

## Geschichte
Machias wurde am 23. Juni 1784 als Town organisiert und umfasste damals ein Gebiet, das heute auf die Towns East Machias, Whitneyville, Machiasport und Marshfield verteilt ist. Es war die erste Town, die zwischen dem Penobscot und dem St. Croix gegründet wurde. East Machias wurde am 24. Januar 1826, Whitneyville am 10. Februar 1845, Machiasport am 24. Januar 1826 und Marshfield am 30. Juni 1846 als eigenständige Town abgespalten. Die Engländer erreichten das Gebiet erstmals 1633, als Richard Vines dort einen Handelsposten errichtete. Im darauf folgenden Frühjahr stürmte La Tour, der französische Befehlshaber der Region, von seinem Sitz in Port Royal aus den Ort, tötete zwei der sechs Verteidiger und verschleppte die anderen mit ihren Waren. Mehr als 120 Jahre lang wurde kein weiterer Versuch von Engländern oder Franzosen unternommen, diesen Punkt zu halten. Im Jahr 1704 fand Major Church hier John Bretoon aus Jersey mit Frau und Kind und M. Lattre mit Frau und drei Kindern und nahm sie gefangen. Im Jahr 1734 wurde der Ort vom Gouverneur von Massachusetts besucht. Im Jahr 1762 besuchten Isaiah Foster, Isaac Larahee und andere aus Scarborough den Ort auf der Suche nach Weideland und fanden eine große Menge davon in den Sümpfen. Eine ganze Reihe von Personen ließ sich im folgenden Jahr hier nieder, und nachdem sie die Vorzüge des Ortes kennengelernt hatten, beantragten 80 Personen, von denen nicht weniger als 54 aus Scarborough stammten, beim General Court eine Bewilligung zur Ansiedlung in dieser Gegend, die 1770 erteilt wurde. Unter denen, die 1763 ansässig wurden, waren S. und S. Scott, T. D. und G. Jibby, S. und J. Stone, W. B. und J. Larabee, D. und J. Hill, D. Fogg und J. Foster, von denen sich die meisten am West Fall ansiedelten sowie die Herren Munson, Foster, Levey und Scott, die sich am East Falls niederließen. Morris O’Brien und seine Söhne errichteten 1765 ein Doppelsägewerk an der ehemaligen Stelle. Hon. Stephen Jones ließ sich 1768 hier nieder. Sein Sohn war viele Jahre lang Richter des Common Pleas und Richter des Probate in Washington County. Im Jahr 1770, als viele andere hinzukamen, wurden mehrere Mühlen an den Flüssen East und West und eine am Middle River errichtet.

### Seeschlacht von Machias zu Beginn des Unabhängigkeitskrieges
Es war das Los der Bewohner von Machias, den revolutionären Kampf auf dem Meer zu beginnen, wie es die Bewohner von Lexington und Concord auf dem Land getan hatten. Kapitän Ichabod Jones aus Boston erhielt die Erlaubnis, ein kleines Schiff mit Proviant nach Machias zu schicken unter der Bedingung, mit einer Ladung Holz zurückzukehren. Dementsprechend kam seine Schaluppe, begleitet von dem bewaffneten englischen Schoner Margaretta, der von Leutnant Moore kommandiert wurde, am 9. Mai hier an und brachte die erste Nachricht von den blutigen Auseinandersetzungen in Lexington und Concord. Es dauerte nicht lange, bis die Einwohner ihre Gefühle durch das Aufstellen eines Freiheitspfahls an einem markanten Punkt der Siedlung kundtaten. Als Leutnant Moore die Bedeutung des Pfahls erkannte, ordnete er an, ihn zu entfernen, unter Androhung, die Stadt zu beschießen. Durch den Einfluss von Mr. Jones wurde der britische Befehlshaber dazu gebracht, die Ausführung seiner Drohung von einem Tag auf den anderen zu verschieben, während mehrere Versammlungen von den Einwohnern abgehalten wurden, um die Angelegenheit zu erörtern; aber sie stimmten jedes Mal dafür, den Pfahl nicht abzubauen. Die letzte Versammlung sollte am Montag abgehalten werden, und am vorhergehenden Sonntag wurde ein Komplott geschmiedet, um Leutnant Moore im Versammlungshaus gefangen zu nehmen, als der Gottesdienst zu Ende war: aber als er durch das Fenster einige bewaffnete Männer sah, die den Fluss überquerten, schlug er Alarm, sprang durch das offene Fenster und entkam zu seinem Schiff. Eine bewaffnete Kompanie der Siedler folgte ihm bis zum Ufer, als die Margaretta, nachdem sie ein paar Schüsse über der Siedlung abgegeben hatte, den Fluss hinunterglitt. Früh am nächsten Morgen versammelten sich Benjamin Foster, Jeremiah O’Brien und seine fünf kräftigen Brüder und einige andere am Kai und nahmen Jones’ Holzschaluppe in Besitz; dann holten sie durch Zurufe die Männer der Siedlung an Bord. Der Plan, die Margaretta zu kapern, wurde bekannt gegeben. Die Ängstlichen durften an Land gehen, während die mutigeren Siedler, einige wenige nur mit Musketen, andere mit Mistgabeln und Äxten bewaffnet, den Fluss hinuntersegelten, um den britischen Schoner anzugreifen. Eine andere Kompanie folgte ihnen in einem kleinen Küstenschiff. Sie fanden den Schoner in der Bucht und liefen längsseits mit der Absicht, ihn zu entern. Sie empfing sie mit einer Entladung von mehreren Kanonen, Musketen und Handgranaten, bei der mehrere getötet wurden. Die Schiffe fielen auseinander, nur John O’Brien, einer der sechs Brüder, gelangte an Bord des Feindes. Mehrere der Briten feuerten sofort auf ihn, er wurde aber nicht getroffen. Dann stürmten sie mit ihren Bajonetten auf ihn zu; aber bevor sie ihn erreichen konnten, sprang er über Bord und schwamm auf die Schaluppe zu, die er ohne weiteren Schaden erreichte. Die einzige Kanone, die die Patrioten besaßen, war ein Mauerstück, das sie auf der Reling balancierten und mit zerstörerischer Wirkung abfeuerten. Auch die Musketen leisteten gute Dienste, und die Decks der Margaretta wurden beschossen. Mehrere der Feinde waren gefallen, darunter auch der Münzmeister, und als die Schiffe wieder zusammengeführt wurden, floh der kommandierende Offizier vor Schreck unter Deck, und die Mannschaft ergab sich sofort.

### Kampf um Machias
Am 26. Juni darauf verabschiedete der Kongress von Massachusetts ein formelles Dankesvotum an die Helden dieser Angelegenheit. Die Margaretta war das erste britische Schiff, das von den Amerikanern gekapert wurde; und die Aktion verdient den Namen, den sie erhalten hat: „Die Lexington der Meere“. Foster und Jeremiah O’Brien wurden bald darauf mit der Kaperung beauftragt und waren sehr erfolgreich. Die Bewohner von Machias solidarisierten sich und eine Expedition wurde ausgefüllt, um den Patrioten in New Brunswick und Nova Scotia zu helfen. Da der Gouverneur von Neuschottland es für notwendig hielt, diese rebellische Stadt zu zerschlagen, schickte er 1777 Sir George Collier mit vier Schiffen und achtzig Marinesoldaten, um diesen Zweck zu erfüllen. Sie kamen Anfang August in der Bucht an, und nachdem sie eine Gezeitenmühle, zwei Wohnhäuser, zwei Scheunen und ein Wachhaus niedergebrannt und weitere Plünderungen begangen hatten, wurde eine der Briggs von Lastkähnen zur Mündung des Middle River gezogen, eine halbe Meile von den Machias Falls entfernt. Hier wurde von den hohen Ufern aus ein so lebhaftes Feuer auf sie geworfen, dass die Besatzungen der Kähne an Bord der Brigg getrieben wurden, von wo aus wiederum alle unter Deck getrieben wurden und die Brigg hilflos den Strom hinunter trieb. Alle waffenfähigen Männer des Ortes befanden sich nun am Ufer, wobei Major Stiliman das Kommando hatte, während sich auf der anderen Seite des Flusses vierzig oder fünfzig Passamaquoddy-Indianer befanden, die von Colonel John Allan geschickt worden waren und von Joseph Neeala, ihrem Häuptling, angeführt wurden. Die Indianer stießen ihr eigentümliches Geschrei aus, das die Weißen nachahmten, bis die Wälder davon widerhallten, und die Briten waren froh, die Bucht wieder zu erreichen. Ein bemerkenswerter Vorfall in diesem Kampf war die Reise von Hannah Weston mit einer anderen jungen Frau aus der Siedlung Pleasant River, 20 Meilen westlich, um Pulver für die Patrioten zu bringen. Ein oder zwei Tage später segelte das Geschwader davon.

### Weitere Entwicklung
Unter den ersten, die Mühlen im Ort bauten, waren Ichabocl Jones und Jonathan Longfellow. Das erste Versammlungshaus wurde 1774 auf einem Grundstück gebaut, das George Libby zur Verfügung stellte, an der Stelle, an der heute die Libby Hall steht. Das Gebäude war 42 Fuß lang, 25 Fuß breit und ein Stockwerk hoch. Im Jahr 1786 wurden durch eine Abstimmung der Stadt 200 Pfund aufgebracht, um zwei Versammlungshäuser zu bauen. Die erste Zeitung von Machias wurde „The Eastern State“ genannt. Sie wurde von Jeremiah Baich herausgegeben und trug das Datum des 23. Dezember 1823. Später gab es zwei Wochenzeitungen, den „Maehias Republican“, ein republikanisches Blatt, das jeden Samstag von C. O. Furbush herausgegeben wurde und die „Machias Union“, deren Herausgeber die Herren Drisko & Parlin waren. Ihr Erscheinungstag ist der Dienstag, und ihre Politik ist demokratisch. Zu den Gebäuden von Machias gehören das Gerichtsgebäude und das Gefängnis, die aus Ziegeln und Granit gebaut wurden. Ersteres wurde 1855 für 25.000 Dollar, letzteres 1857 für 35.000 Dollar errichtet. Das Gebäude der Vereinigten Staaten, in dem sich das Postamt und das Zollamt befinden, besteht ebenfalls aus Ziegeln und Granit. Es wurde 1871 erbaut und kostete 30.000 Dollar. Die Centre Street Church und die Libby Hall sind schöne Holzgebäude. Es gibt auch viele geschmackvolle und einige recht ansehnliche private Wohnhäuser. Die Straßen sind mit schattenspendenden Bäumen geschmückt, und die Stadt trägt viele Zeichen von Alter und Kultur.

### Einwohnerentwicklung
| Volkszählungsergebnisse – Town of Machias, Maine | Volkszählungsergebnisse – Town of Machias, Maine | Volkszählungsergebnisse – Town of Machias, Maine | Volkszählungsergebnisse – Town of Machias, Maine | Volkszählungsergebnisse – Town of Machias, Maine | Volkszählungsergebnisse – Town of Machias, Maine | Volkszählungsergebnisse – Town of Machias, Maine | Volkszählungsergebnisse – Town of Machias, Maine | Volkszählungsergebnisse – Town of Machias, Maine | Volkszählungsergebnisse – Town of Machias, Maine | Volkszählungsergebnisse – Town of Machias, Maine |
| Jahr                                             | 1700                                             | 1710                                             | 1720                                             | 1730                                             | 1740                                             | 1750                                             | 1760                                             | 1770                                             | 1780                                             | 1790                                             |
| ------------------------------------------------ | ------------------------------------------------ | ------------------------------------------------ | ------------------------------------------------ | ------------------------------------------------ | ------------------------------------------------ | ------------------------------------------------ | ------------------------------------------------ | ------------------------------------------------ | ------------------------------------------------ | ------------------------------------------------ |
| Einwohner                                        |                                                  |                                                  |                                                  |                                                  |                                                  |                                                  |                                                  |                                                  |                                                  | 818                                              |
| Jahr                                             | 1800                                             | 1810                                             | 1820                                             | 1830                                             | 1840                                             | 1850                                             | 1860                                             | 1870                                             | 1880                                             | 1890                                             |
| Einwohner                                        | 1014                                             | 1570                                             | 2033                                             | 1021                                             | 1351                                             | 1590                                             | 2256                                             | 2525                                             | 2203                                             | 2035                                             |
| Jahr                                             | 1900                                             | 1910                                             | 1920                                             | 1930                                             | 1940                                             | 1950                                             | 1960                                             | 1970                                             | 1980                                             | 1990                                             |
| Einwohner                                        | 2082                                             | 2089                                             | 2152                                             | 1856                                             | 1954                                             | 2063                                             | 2614                                             | 2441                                             | 2458                                             | 2569                                             |
| Jahr                                             | 2000                                             | 2010                                             | 2020                                             | 2030                                             | 2040                                             | 2050                                             | 2060                                             | 2070                                             | 2080                                             | 2090                                             |
| Einwohner                                        | 2353                                             | 2221                                             | 2060                                             |                                                  |                                                  |                                                  |                                                  |                                                  |                                                  |                                                  |

## Kultur und Sehenswürdigkeiten

### Bauwerke
In Machias wurden mehrere Bauwerke unter Denkmalschutz gestellt und ins National Register of Historic Places aufgenommen.
- Burnham Tavern, 1973 unter der Register-Nr. 73000152.[9]
- Centre Street Congregational Church, 1975 unter der Register-Nr. 75000114.[10]
- Machias Post Office and Customhouse, 1977 unter der Register-Nr. 77000090.[11]
- Machias Railroad Station, 1992 unter der Register-Nr. 92001293.[12]
- Machias Valley Grange, No. 360 (Former), 2007 unter der Register-Nr. 07000410.[13]
- Clark Perry House, 1979 unter der Register-Nr. 79000169.[14]
- Porter Memorial Library, 1978 unter der Register-Nr. 78000208.[15]
- Washington County Courthouse, 1976 unter der Register-Nr. 76000119.[16]
- Washington County Jail, 1988 unter der Register-Nr. 88000393.[17]

## Wirtschaft und Infrastruktur

### Verkehr
Der U.S. Highway 1 verläuft in westöstlicher Richtung durch die Town. Die Maine State Route 192 zweigt in nördliche Richtung ab, die Maine State Route 92 in südliche Richtung.

### Öffentliche Einrichtungen
Es gibt mehrere medizinische Einrichtungen und auch Krankenhäuser in Machias, die auch die Bewohner der umliegenden Towns versorgen.

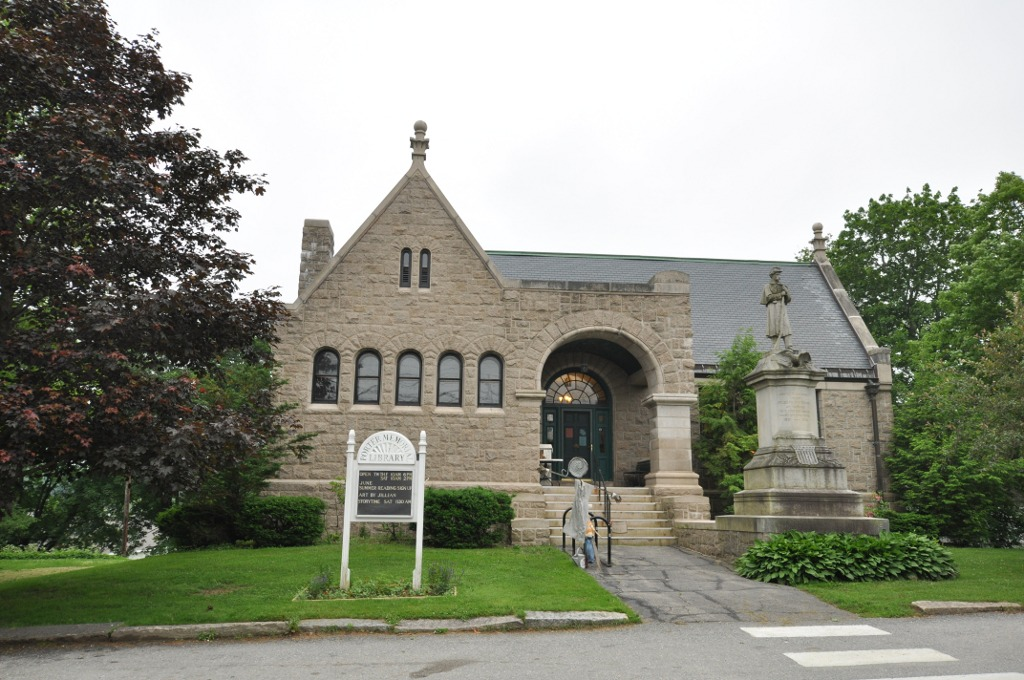
Porter Memorial Library

Die Porter Memorial Library befindet sich in der Court Street in Machias. Sie wurde ursprünglich im frühen 19. Jahrhundert als Library Society gegründet. Mitgliedschafts- und Ausleihprivilegien wurden nur Personen gewährt, die einen Anteil an der Bibliothek erwerben und eine jährliche Gebühr zahlen konnten. Die Bücher wurden viele Jahre im Büro des Anwalts Rufus King Porter gelagert. Im ersten gedruckten Katalog aus dem Jahr 1843 werden 600 Titel gelistet. Die Machias Library Association wurde 1874 gegründet. Henry Homes Porter, Geschäftsmann aus Chicago und der Sohn von Rufus King Porter, spendete im Jahr 1891 $10,000 für den Bau eines Büchereigebäudes zu Ehren seines Vaters. Das Gebäude wurde durch den Architekten George Clough entworfen, der auch die Buck Memorial Library in Bucksport entworfen hatte. Das Gebäude wurde aus Granit aus Marshfield errichtet. Die Umrandung des Kamins im Leseraum ist aus schwarzem Granit aus einem Steinbruch in Addison, Maine. In die Basis des Kamins wurden Ballaststeine des erbeuteten britischen Kriegsschiffs Margaretta eingearbeitet, welches an einer der ersten Seeschlachten des Unabhängigkeitskrieges teilgenommen hatte, die in der Nähe von Machias stattgefunden hat. Eröffnet wurde die Bücherei am 15. September 1893.

### Bildung
Machias gehört mit Cutler, East Machias, Jonesboro, Machiasport, Marshfield, Northfield, Roque Bluffs, Wesley, Whiting und Whitneyville zum Schulbezirk AOS 96.
Im Schulbezirk werden folgende Schulen angeboten:
- Bay Ridge Elementary School in Cutler, mit Schulklassen von Kindergarten bis zum 8. Schuljahr
- Elm Street School in East Machias, mit Schulklassen von Pre-Kindergarten bis zum 8. Schuljahr
- Jonesboro Elementary School in Jonesboro, mit Schulklassen von Pre-Kindergarten bis zum 8. Schuljahr
- Rose M. Gaffney School in Machias, mit Schulklassen von Pre-Kindergarten bis zum 8. Schuljahr
- Fort O’Brien School in Machiasport, mit Schulklassen von Pre-Kindergarten bis zum 8. Schuljahr
- Wesley Elementary School in Wesley, mit Schulklassen von Kindergarten bis zum 8. Schuljahr
- Whiting Village School in Whiting, mit Schulklassen von Kindergarten bis zum 8. Schuljahr
- Machias Memorial High School in Machias, mit Schulklassen vom 9. bis zum 12. Schuljahr

Zudem befindet sich in Machias die Washington Academy, eine private vorbereitende High School. Die Akademie wurde 1792 gegründet und hat Internats- und Tagesschüler.
Die University of Maine hat einen Standort mit der University of Maine at Machias in Machias.

## Persönlichkeiten

### Söhne und Töchter der Stadt
- Jeremiah O’Brien (1778–1858), Politiker
- Stephen Clark Foster (1799–1872), Politiker
- George Stillman Hillard (1808–1879), Anwalt und Politiker
- Stephen Clark Foster (1820–1898), Politiker
- RJ Miller (* 1984), Musiker

### Persönlichkeiten, die vor Ort gewirkt haben
- Charles Fletcher Johnson (1859–1930), Jurist und Politiker
- William Robinson Pattangall (1865–1942), Jurist und Politiker sowie Maine Attorney General